# 楊宜妃 (明神宗)
楊宜妃（—1581年），明神宗妃嫔。

## 生平
杨宜妃是万历帝最早的姬妾之一，明神宗萬曆六年時（1578年）選美入宮，冊封為宜妃，无出。父亲杨臣，以女贵封为五品锦衣卫千户。
万历八年十二月杨宜妃薨，很可能年龄还不满20岁，谥号荣惠，葬于金山。

## 相关资料
- 《明神宗實錄》